# نبرد والچرن کازوی
نبرد والچرن کازوی (انگلیسی: Battle of Walcheren Causeway) (عملیات ویتالیتی) یک درگیری در نبرد شلدت بین تیپ ۵ پیاده‌نظام کانادا، عناصر لشکر پیاده‌نظام ۵۲ بریتانیا (بلند) و نیروهای ارتش ۱۵ آلمان در سال ۱۹۴۴ بود. این اولین درگیری از بسیاری از درگیری‌ها در اطراف جزیره والچرن در طول نبردهای شلدت بود. همچنین این دومین نبرد مهمی بود که در طول جنگ جهانی دوم بر سر یک ویژگی زمینی به نام اسلویدام انجام شد.